# 溪畔壩
溪畔壩，又稱立霧壩，是臺灣一座水壩，位於花蓮縣秀林鄉的立霧溪上，即位於太魯閣國家公園境內，主要功能為提供臺灣電力公司東部發電廠的立霧發電廠發電之用。

## 沿革
太魯閣深峻的峽谷地形，與立霧溪的豐沛水量，在台灣日治時期即被積極運用於發電。1940年，日本殖民政府在立霧溪下游的溪畔附近興建水壩，引水至太魯閣附近的「立霧發電廠」發電。「立霧發電廠」於1944年開始運轉發電，但不久後溪畔水壩即遭大水沖毀，國民政府來台後重建，並於1951年重新運轉發電。1986年太魯閣國家公園成立後，為了維護當地自然景觀，立霧發電廠維持原有規模不再擴充，而當年日本人為了維修水壩和大水管在砂卡礑溪開鑿的小步道，由太魯閣國家公園管理處重新整修後成為「砂卡礑步道」，現在也成為相當熱門的遊憩去處。而當年日本人為了修築溪畔壩而特別修築供工程車輛行駛至「溪畔」的道路，也成為中橫公路太魯閣段的前身。

## 設施
溪畔壩設於立霧溪下游，即台8線中橫公路溪畔，1954年完成時為自由溢流混凝土重力壩，1963年改建時加高成為閘門控制式混凝土重力壩。壩高30公尺，壩長129公尺，溪畔壩所形成的溪畔壩水庫之容量為34.8萬立方公尺。溪畔壩截取立霧溪溪水後，經由5.5公里的引水隧道，引至下游立霧溪太魯閣口北岸的「立霧發電廠」發電。

## 附近景點
- 太魯閣國家公園
  - 布洛灣
  - 太魯閣峽谷
  - 燕子口
- 立霧溪

## 照片集

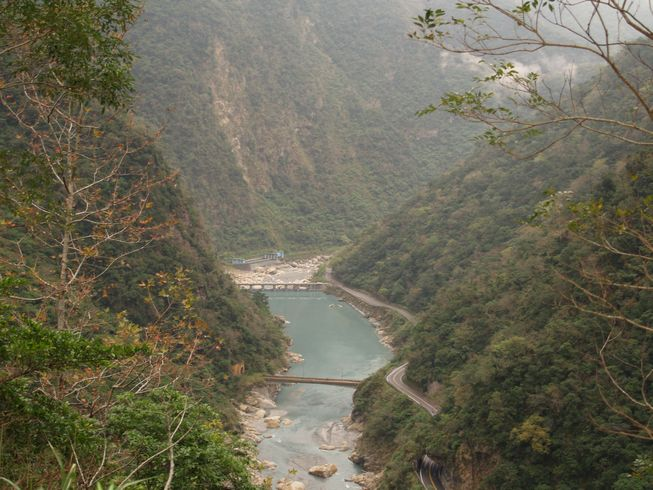
溪畔壩調整池
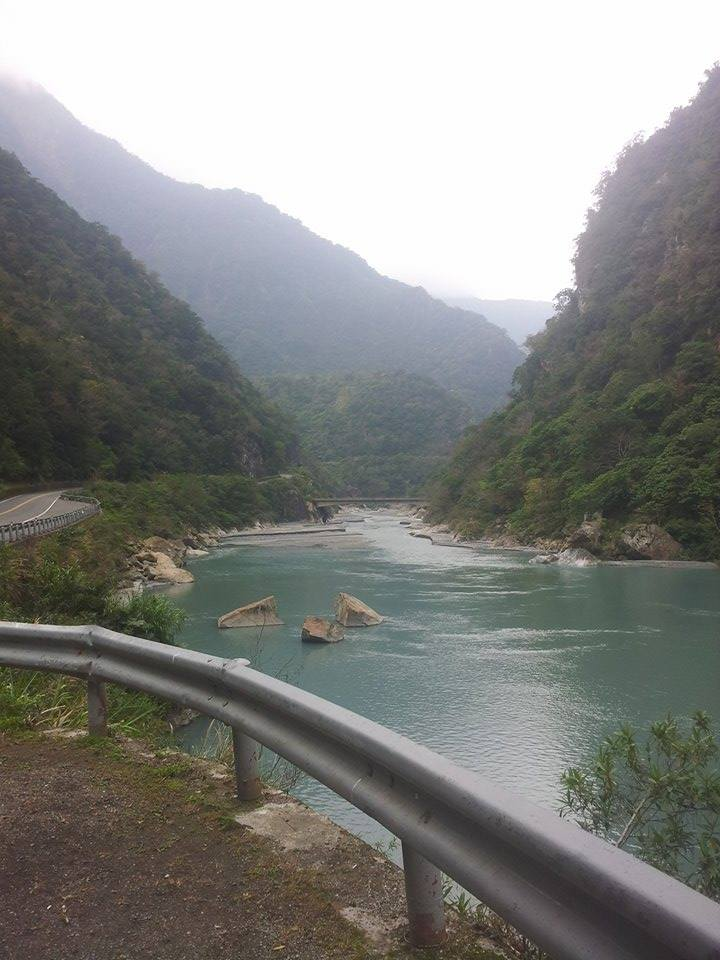
溪畔壩調整池一景
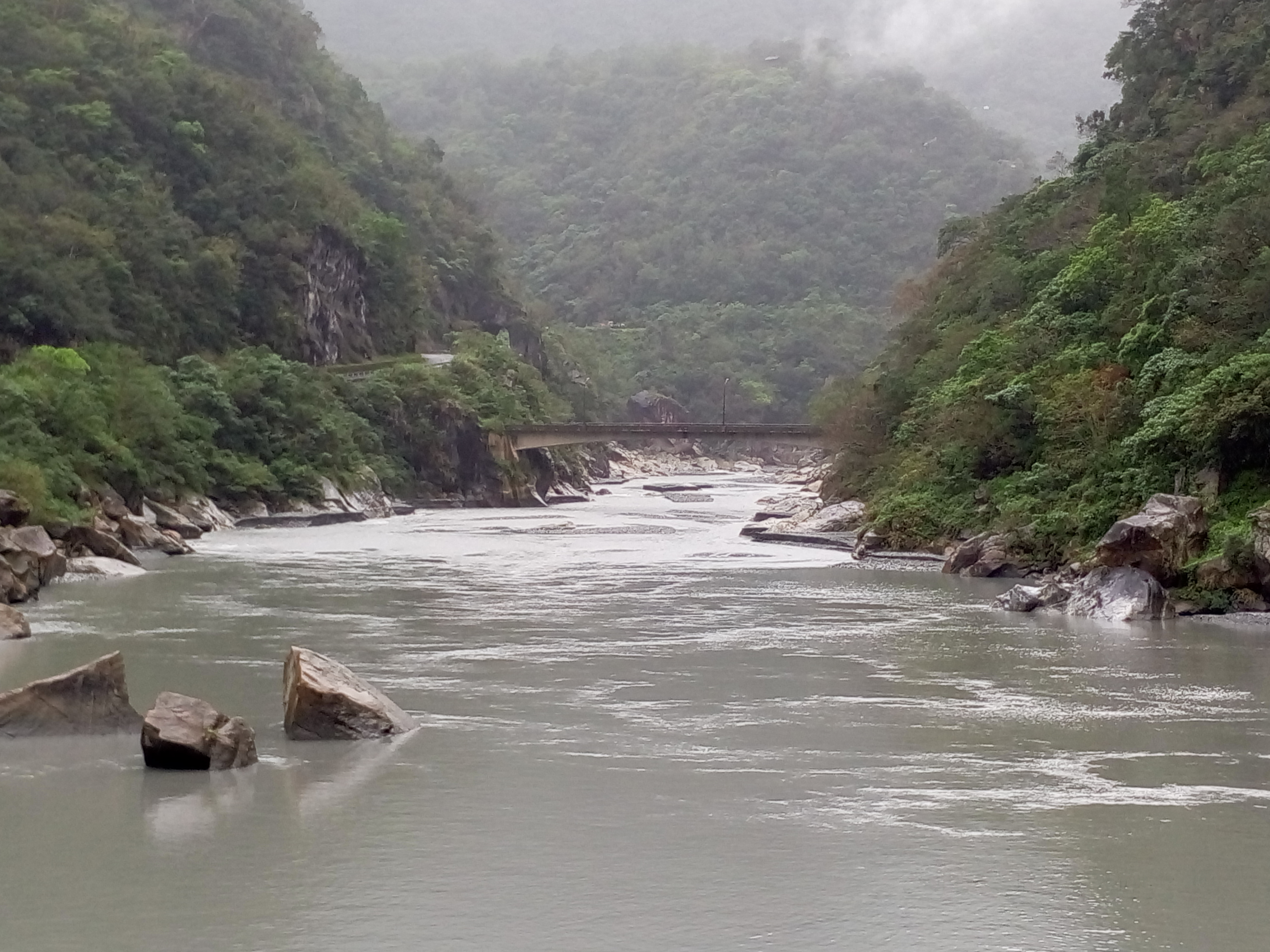
溪畔調整池上的溪畔發電廠預力橋

## 外部連結
- 東部發電廠簡介（繁體中文）